# Folvikita
La folvikita és un mineral de la classe dels borats, que pertany al grup de la pinaquiolita. Rep el seu nom del col·leccionista de minerals noruec, Harald Oskar Folvik (1941-), qui va trobar el mineral.

## Característiques
La folvikita és un borat de fórmula química Sb5+Mn3+(Mg,Mn2+)10O₈(BO₃)₄. Va ser aprovada com a espècie vàlida per l'Associació Mineralògica Internacional l'any 2016. Cristal·litza en el sistema monoclínic.

## Formació i jaciments
Va ser descoberta a la mina Kitteln, a Nordmarksberg, al municipi de Filipstad (Värmland, Suècia), on es troba en calcita. Es tracta de l'únic indret on ha estat trobat aquesta espècie mineral.